# Омарі Джонс
Омарі Джонс (англ. Omari Jones; 7 листопада 2002) — американський боксер, призер Олімпійських ігор та чемпіонату світу серед аматорів.

## Аматорська кар'єра
На чемпіонаті світу 2021 став срібним призером.
- В 1/16 фіналу переміг Тайлера Джоллі (Шотландія) — 5-0
- В 1/8 фіналу переміг Мартіна Скогхайма (Норвегія) — 5-0
- У чвертьфіналі переміг Вандерсона де Олівейра (Бразилія) — 5-0
- У півфіналі пройшов без бою Лашу Гурулі (Грузія)
- У фіналі програв Севону Окадзава (Японія) — 2-3

На Панамериканському чемпіонаті 2022 програв в другому бою Марко Верде (Мексика).
На Панамериканських іграх 2023 знов програв в другому бою Марко Верде (Мексика).
У березні 2024 року на ліцензійному турнірі до Олімпійських ігор 2024 здобув чотири перемоги.
На Олімпійських іграх 2024 завоював бронзову медаль.
- В 1/8 фіналу переміг Кан Чай Вей (Тайбей) — 5-0
- У чвертьфіналі переміг Рамі Мофід Ківана (Болгарія) — 5-0
- У півфіналі програв Асадхуджі Муйдінхуджаєву (Узбекистан) — 2-3